# Chung kết Cúp C1 châu Âu 1991
Trận chung kết Cúp C1 châu Âu năm 1991 là trận chung kết thứ ba mươi sáu của Cúp các đội vô địch bóng đá quốc gia châu Âu, ngày nay là UEFA Champions League. Đây là trận đấu giữa Sao Đỏ Belgrade (nay là FK Crvena Zvezda) của Nam Tư và Olympique de Marseille của Pháp trên sân vận động San Nicola, Bari, Ý vào ngày 29 tháng 5 năm 1991. Ljupko Petrovic, HLV của Sao đỏ Belgrade sau này lần đầu tiên giành Cúp C1 châu Âu bằng loạt sút 11m sau khi khi hòa không bàn thắng trong thời gian thi đấu chính thức.

## Chi tiết trận đấu
| Sao Đỏ Belgrade                                       | 0–0 (h.p.) | Marseille                       |
| ----------------------------------------------------- | ---------- | ------------------------------- |
|                                                       |            |                                 |
| Loạt sút luân lưu                                     |            |                                 |
| Prosinečki · Binić · Belodedici · Mihajlović · Pančev | 5–3        | Amoros · Casoni · Papin · Mozer |

| Sao Đỏ Belgrade | Marseille |

| SAO ĐỎ BELGRADE:                                  |    |                        |     |     |
|                                                   |    |                        |     |     |
| TM                                                | 1  | Stevan Stojanović (ĐT) |     |     |
| HV                                                | 5  | Miodrag Belodedici     |     |     |
| HV                                                | 3  | Ilija Najdoski         |     |     |
| HV                                                | 4  | Refik Šabanadžović     |     |     |
| HV                                                | 8  | Vladimir Jugović       |     |     |
| HV                                                | 2  | Slobodan Marović       | 61' |     |
| TV                                                | 6  | Siniša Mihajlović      | 40' |     |
| TV                                                | 11 | Dragiša Binić          | 26' |     |
| TV                                                | 10 | Dejan Savićević        |     | 84' |
| TV                                                | 7  | Robert Prosinečki      |     |     |
| TĐ                                                | 9  | Darko Pančev           |     |     |
| Dự bị:                                            |    |                        |     |     |
| TĐ                                                | 12 | Vlada Stošić           |     | 84' |
| Huấn luyện viên:                                  |    |                        |     |     |
| Ljupko Petrović Trợ lý trọng tài Trọng tài thứ tư |    |                        |     |     |

| OLYMPIQUE MARSEILLE: |    |                        |     |      |
|                      |    |                        |     |      |
| TM                   | 1  | Pascal Olmeta          |     |      |
| HV                   | 2  | Manuel Amoros          |     |      |
| HV                   | 4  | Basile Boli            | 28' |      |
| HV                   | 5  | Carlos Mozer           |     |      |
| HV                   | 3  | Éric Di Meco           |     | 112' |
| TV                   | 7  | Laurent Fournier       |     | 75'  |
| TV                   | 16 | Bruno Germain          |     |      |
| TV                   | 6  | Bernard Casoni         |     |      |
| TĐ                   | 10 | Abedi Pelé             |     |      |
| TĐ                   | 9  | Jean-Pierre Papin (ĐT) |     |      |
| TV                   | 8  | Chris Waddle           |     |      |
| Dự bị:               |    |                        |     |      |
| TV                   | 20 | Dragan Stojković       |     | 112' |
| TV                   | 14 | Philippe Vercruysse    |     | 75'  |
| Huấn luyện viên:     |    |                        |     |      |
| Raymond Goethals     |    |                        |     |      |